# Carlos Monzón
Carlos Monzón (7. august 1942 – 8. januar 1995) var en argentinsk professionel bokser, der var verdensmester i mellemvægt fra 1970 og indtil han trak sig tilbage som ubesejret mester i 1977 efter 14 titelforsvar. Monzon anses generelt som en af de største boksere gennem tiderne. Monzon blev optaget International Boxing Hall of Fame i 1990 og er af det amerikanske boksemagasin The Ring i 2002 nævnt som den 11. bedste bokser de seneste 80 år.
Monzon var meget populær i hjemlandet Argentina, hvor hans gøren og laden i og uden for ringen påkaldte sig stor interesse. Det glamourøse liv var dog skæmmet af adskillige rapporter om voldelig optræden og voldelig adfærd over for sine koner, kærester og elskerinder samt paparazzier. Monzon blev i 1988 dømt for drabet på sin hustru Alicia Muñiz i Mar del Plata og modtog en fængselsdom på 11 års fængsel. Han døde den 8. januar 1995 i en trafikulykke under orlov fra fængslet.

## Opvækst
Monzón blev født i byen San Javier i Argentinas provins Río Negro. Monzon voksede op i et fattigt hjem blandt 12 søskende. Da han blev seks år flyttede familien til Barranquitas Oeste, et fattigt kvarter i Santa Fe. Monzon forlod skolen i tredje klasse og hjalp herefter til familiens underhold med diverse småjobs som skopudser, avisbud, mælkemand m.v.
Som i en alder af 16 år mødte han Zulema Encarnación Torres, som han fik sin første søn, Carlos Alberto Monzón, med. Senere, den 11. maj 1962, giftede han sig med Mercedes Beatriz García, kaldet 'Pelusa.' Parret var så fattige, at de ikke havde råd til at betale for vielsesattesten. De fik tre børn sammen, Silvia Beatriz, Abel Ricardo og Carlos Raúl (adopteret).

## Boksekarriere i Argentina
Monzón fattede interesse for boksning og boksede sin første amatørkamp som 17-årig den 2. oktober 1959. Efter godt tre år som amatør opnåede Monzon en rekordliste på 73-6-8, hvorefter han blev professionel.
Han debuterede den 6. februar 1963 i en kamp i Santa Fe og slog sin modstander ud i anden omgang. Da Monzon blev 24, havde han opnået 38 kampe med kun 3 nederlag. Han havde på daværende tidspunkt opnået et ry som en lokal hårdfør bokser. Monzons sejrsrække gav ham en kamp om det argentinske mesterskab i mellemvægt mod veteranen Jorge Jose Fernandez, der med 115 professionelle kampe bag sig havde langt større erfaring end Monzon. Monzon vandt kampen på point og var herefter argentinsk mester.
Monzon boksede i 1966 og 67 en række kampe, der alle blev vundet. Bortset fra et par kampe i Brasilien havde Monzon alene bokset i Argentina og alene mod argentinske modstandere. Han var som følge heraf stort set ukendt uden for Argentina, da hans manager i 1967 hentede amerikanske Bennie Briscoe til Buenos Aires til en kamp mod Monzon. Den hårdtslående Briscoe boksede uafgjort mod Monzon. Efter yderligere en række sejre blev Monzon sydamerikansk mester i 1969. Herefter fik manageren Juan Carlos Lectoure etableret Monzon som et internationalt navn gennem sejre over udenlandske boksere som Douglas Huntley, Charles Austin, Johnny Brooks, Harold Richardson, Tom Bethea, Manoel Severino og Eddy Pace.

## VM-kampe
I 1970 opnåede Monzón at få en kamp om VM-titlen i mellemvægt mod den italienske verdensmester Nino Benvenuti. Monzón havde på det tidspunkt bokset 79 kampe og havde ikke tabt en kamp i seks år. Monzon havde - bortset fra to kampe i Brasilien - dog aldrig bokset uden for Argentina, og Benvenutti var klar favorit til at vinde VM-kampen, der blev afviklet den 7. november 1970 på Benvenuttis hjemmebane i Palazzo dello Sport i Rom. Det lykkedes dog Monzón at vinde en overraskende sejr, da han under kampen fik presset Benvenutti og til sidst slog ham ud med en hård højre i kampens 12. omgang. I sit første titelforsvar året efter i Monte Carlo sendte Monzon Benvenutti i gulvet to gange, før Benvenuttis sekundanter smed håndklædet i ringen i tredje omgang.
I 1971 blev Monzón den blot anden bokser, der stoppede den tredobbelte verdensmester Emile Griffith, da han stoppede amerikaneren i sit andet titelforsvar, der fandt sted i Buenos Aires. Efter yderligere knockoutsejre i de næste tre titelforsvar lykkedes det Mogens Palle at få Monzón til Idrætsparken i København til en VM-kamp mod den tidligere europamester Tom Bogs. Bogs kunne dog ikke stille noget op over for Monzón, der var klart overlegen i kampen og sendte Bogs i gulvet tre gange, før kamplederen stoppede kampen i 5. omgang.
Herefter fulgte titelforsvar mod bl.a. Bennie Briscoe, Emile Griffith, Jean-Claude Bouttier og verdensmesteren i weltervægt José Napoles. Op gennem 1970'erne begyndte de to konkurrerende bokseforbund WBC og WBA at anerkende hver deres verdensmester i vægtklasserne, og WBC trak anerkendelsen af Monzon tilbage i 1974 til fordel for colombianeren Rodrigo Valdes. Monzon fortsatte dog som mester hos WBA og forsvarede titlen mod bl.a. amerikaneren Tony "The Cat" Licata i Madison Square Garden i Monzóns eneste kamp nogensinde i USA.
I 1976 blev der imidlertid opnået enighed om en kamp mellem Monzón og Rodrigo Valdes om det ubestridte mesterskab i klassen. Valdes havde forsvaret sin WBC-titel mod stærke boksere og var i midten af 1970'erne den eneste bokser, der ansås at have en chance mod den efterhånden aldrende Monzón. Kampen blev afviklet på Stade Louis II i Monte Carlo. Valdes bror var blevet skuddræbt en uge inden kampen, men Valdes gennemførte alligevel kampen. Monzón vandt en sikker pointsejr efter 15 omgange og blev derved sammen med Muhammad Ali den eneste verdensmester, der var anerkendt af både WBC og WBA.
Året efter blev arrangeret en returkamp samme sted, og den 30. juli 1977 mødte Monzón igen Valdes. Valdes var i kampen noget mere aggressiv end i det første opgør, og det lykkedes Valdes at sende Monzón kortvarigt i gulvet i kampens anden omgang. Monzón var aldrig blevet stoppet, og der havde ikke været talt over ham i de sidste tretten år, men han kom stærkt igen og vandt atter en pointsejr over Valdes. Kampen anses som en af de klassiske mellemvægtskampe.
Efter kampen meddelte den 35-årige Monzon, at han trak sig tilbage fra boksning som ubesejret verdensmester efter 14 titelforsvar. Han havde da en professionel rekordliste på 100 kampe, hvoraf kun de 3 blev tabt.
Efter Monzón trak sig tilbage, boksede hans tidligere rivaler Bennie Briscoe og Valdes om den ledige titel.

## Hæder
Monzons først kamp mod Nino Benvenuti i 1970 blev af Ring Magazine kåret til Årets kamp. Monzón blev sammen med Muhammad Ali kåret som Året bokser af Ring Magazine i 1972.
I 1990 blev Monzón optaget i International Boxing Hall of Fame.
Monzón anses generelt som en af de allerbedste mellemvægtere gennem tiderne, på niveau med - eller over - boksere som Marvin Hagler og Sugar Ray Robinson.
Hjembyen Santa Fe har rejst en statue til ære for Carlos Monzón.

## Livet uden for bokseringen
Monzón var særdeles populær i sit hjemland gennem hele sin karriere. Han medvirkede i en række film, bl.a. filmen La Mary fra 1974, hvor han spillede hovedrollen sammen med den berømte argentinske skuespiller og model Susana Giménez. Parret begyndte et turbulent parforhold, der førte til en skilsmisse fra Monzóns hustru, et ægteskab med Giménez og en ny skilsmisse igen i 1978. Monzon levede et flamboyant liv i Sydamerika og i Sydeuropa, hvor han ofte blev set i selskab med kvindelige skuespillere og modeller.
Det noget udsvævende og til tider også voldelige liv uden for bokseringen første til, at Monzón i 1973 blev skudt i benet af sin daværende hustru under et skænderi Tiden var præget af løbende rapporter om hustruvold og anholdelser for vold mod hustru og elskerinder, ligesom Monzón ved flere lejligheder optrådte truende overfor paparazzier, hvilket også førte til tiltaler om vold, da han angiveligt ikke lod det blive ved truslerne.
Efter skilsmissen fra Susana Giménez i 1978 og den afsluttede boksekarriere blev der nogen ro om Monzons privatliv. Monzon medvirkede i en række mindre succesfulde film i mindre roller og i 1979 mødte han modellen Alicia Muñiz fra Uruguay, som han havde et on-and-off forhold til i mange år. Parret fik et barn sammen, Maximiliano Roque. Den voldelige side af Monzón fandtes dog fortsat og i 1988 havde parret et skænderi på et ferieresort, hvorefter han tævede Muñiz; og senere kvalte hende. Han smed hende ud over balkonen og spang ifølge efterforskningen ud efter hende, hvorunder han kvæstede sin skulder. Monzón blev i 1989 kendt skyldig i drab og fik en fængselsdom på 11 år.
I januar 1995 havde Monzón udgang fra fængslet for at besøge familie og børn i Santa Fe, men da han skulle køre tilbage til fængslet, kørte bilen galt, og Monzón blev dræbt.

## Eksterne links
- Wikimedia Commons har flere filer relateret til Carlos Monzón
- Carlos Monzóns opslag i Munzinger Sportsarchiv (tysk)
- Carlos Monzóns profesionelle rekordliste hos BoxRec (engelsk)
- Carlos Monzóns profesionelle rekordliste hos International Boxing Hall of Fame (engelsk)
- Carlos Monzóns profil hos Find a Grave (engelsk)
- Carlos Monzóns profil hos Encyclopædia Britannica Online (engelsk)
- Carlos "Escopeta" Monzón - IBHOF Biografi
- Biogrfi på Boxrec.com
- Sports Illustrated Arkiveret 6. februar 2013 hos  Wayback Machine, August 8, 1977, Volume 47, Issue 6
- Carlos Monzón på Internet Movie Database (engelsk)
- Carlos Monzón på The Movie Database (engelsk)
- Carlos Monzón på Encyclopædia Britannica Online (engelsk)

| Foregående: Nino Benvenuti | Verdensmester mellemvægt (WBA) 7. november 1970 - 29. august 1977 Opgav titlen    | Efterfølgende: Rodrigo Valdes |
| Foregående: Nino Benvenuti | Verdensmester mellemvægt (WBC) 7. november 1970 – 9. februar 1974 Titlen frataget | Efterfølgende: Rodrigo Valdes |
| Foregående: Rodrigo Valdes | Verdensmester mellemvægt (WBC) 26. juni 1976 – 29. august 1977 Opgav titlen       | Efterfølgende: Rodrigo Valdes |